# Comté de Whitsunday
Pour les articles homonymes, voir Whitsunday.
Le comté de Whitsunday est une zone d'administration locale au nord du Queensland en Australie. Le comté comprend les villes de Proserpine, Airlie Beach, Cannonvale et Shute Harbour ainsi que les îles Whitsunday.
L'économie du comté est basée surtout sur le tourisme et la canne à sucre qui est la principale production agricole de la région.